# Gisela Schmidting
Gisela Schmidting (née le 3 avril 1920 à Cologne, morte le 11 août 2005 à Bad Münstereifel) est une chanteuse et actrice allemande.

## Biographie
Après le Lyzeum, Gisela Schmidting étudie à la Hochschule für Musik und Tanz Köln, où son père Franz Schmidting est enseignant. En 1942, elle joue ses premiers rôles de chanteuse dans les théâtres de Fribourg-en-Brisgau et de La Haye. De 1946 à 1947, elle joue au Bayerische Staatsoper à Munich. En 1947, elle a des engagements à Zurich et à Lucerne. En 1953, elle est invitée au théâtre de Krefeld. À partir de 1956, elle appartient à l'ensemble de l'Opernhaus Düsseldorf.
Au cinéma, elle tient quelques rôles qui nécessitent d'être chanteuse.

## Filmographie
- 1949 : Der blaue Strohhut
- 1950 : Die wunderschöne Galathee
- 1951 : Professor Nachtfalter (de)
- 1952 : Das kann jedem passieren (de)